# Paradise (Utah)
Paradise es una localidad del condado de Cache, estado de Utah, Estados Unidos. Según el censo de 2000 la localidad tenía una población de 759 habitantes. Está incluido en el área estadística metropolitana de Logan-Idaho (parcial).h

## Geografía
Paradise se encuentra en las coordenadas 41°34′3″N 111°50′2″O / 41.56750, -111.83389.
Según la oficina del censo de Estados Unidos, la localidad tiene una superficie total de 2,9 km². No tiene superficie cubierta de agua.
- Datos: Q482799
- Multimedia: Paradise, Utah / Q482799

1. ↑  Zip Data Maps, código ZIP n.º 84328.